# Erich Cordua
Erich Wilhelm Louis Franz Cordua (* 4. April 1880 in Güstrow; † 27. Dezember 1937 in Schwerin) war ein deutscher Jurist, Verwaltungsbeamter und Politiker (DNVP).

## Leben und Beruf
Erich Cordua, Sohn eines Güstrower Großkaufmanns, legte Ostern 1899 sein Abitur am Gymnasium Carolinum in Neustrelitz ab. Anschließend studierte er an den Universitäten Heidelberg, Berlin und Rostock Rechts- und Staatswissenschaften. Er war Mitglied der Studentenverbindung Leonesia Heidelberg. Er durchlief ein Referendariat in Neustrelitz und wurde am 20. März 1903 von Rostock zum Dr. jur. promoviert. Nach dem Assessorexamen 1907 trat er in den Verwaltungsdienst ein und war bis 1908 Hilfsassessor in Schönberg, anschließend Gerichtsassessor in Rostock. Er arbeitete seit 1911 als Ministerialassessor im Finanzministerium des Großherzogtums Mecklenburg-Strelitz und erhielt dort 1913 die Ernennung zum Ministerialrat. Von 1920 bis 1933 wirkte er als Ministerialdirektor im Finanzministerium des Freistaates Mecklenburg-Strelitz. Er war von Juni bis Juli 1920 als Beirat Mitglied des Staatsministeriums und von Februar bis März 1928 amtierender Staatsminister des Freistaates Mecklenburg-Strelitz (Beamtenministerium). Cordua war seit 1925 Mitglied des Mecklenburg-Strelitzer Vereins für Geschichte und Heimatkunde.

## Politik
Nach der Novemberrevolution trat Cordua in die Deutschnationale Volkspartei (DNVP) ein.

## Werke
- Der Vermächtniserwerb nach gemeinem Recht und bürgerlichem Gesetzbuch. Dissertation. H. Winterberg, Rostock 1903.